# Johanneskirche (Liesing)

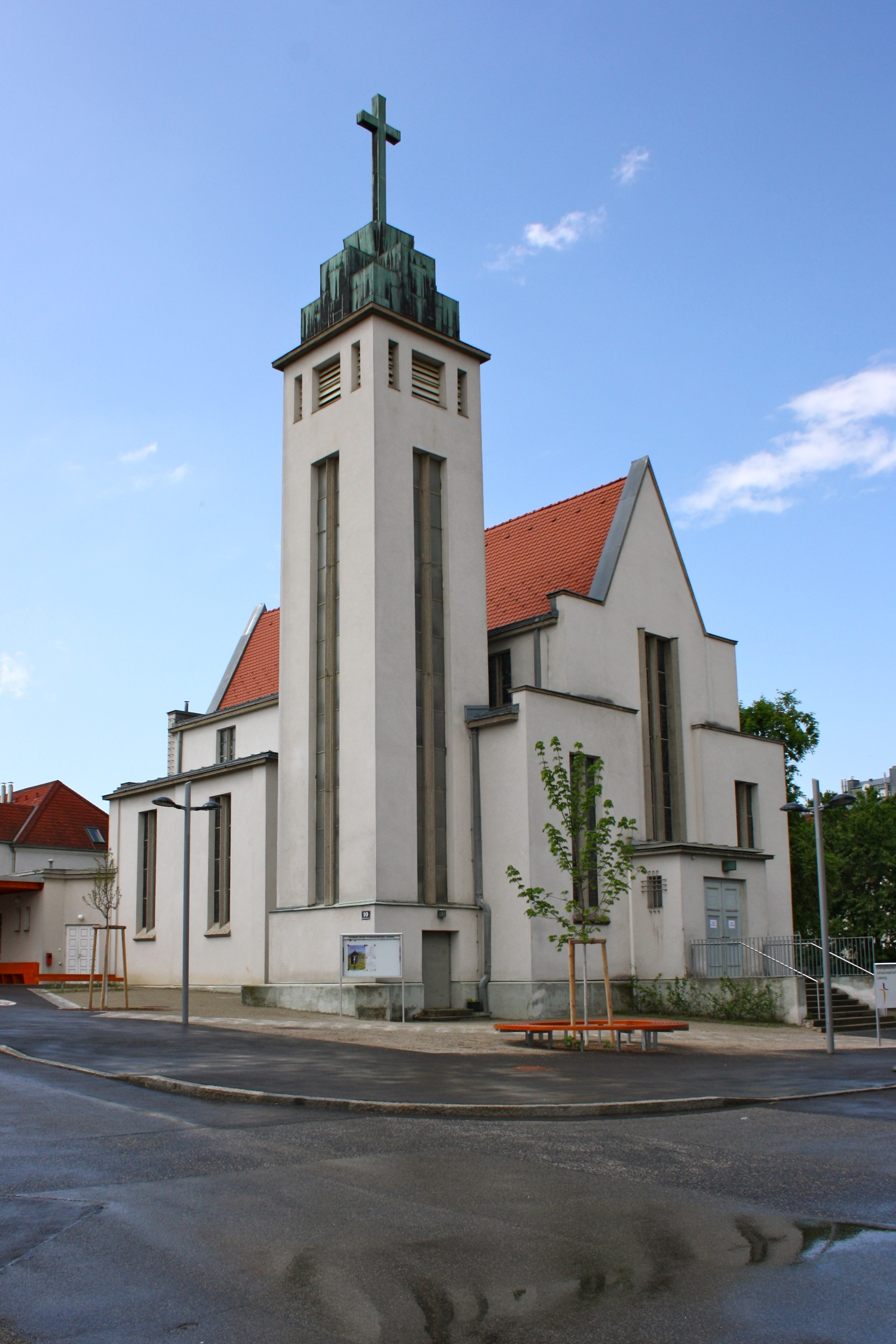
Johanneskirche in Liesing

Die Johanneskirche ist ein evangelisch-lutherisches Kirchengebäude im 23. Wiener Gemeindebezirk Liesing.

## Lage und Architektur
Das freistehende Gebäude befindet sich in der Dr.-Andreas-Zailer-Gasse 10 inmitten eines Wohngebiets im Bezirksteil Atzgersdorf. Es liegt auf 235 m ü. A. und ist damit das höchstgelegene evangelische Kirchengebäude Wiens. Die Johanneskirche ist ein denkmalgeschütztes Art-déco-Gebäude und wurde von 1930 bis 1935 errichtet. Maßgeblich bei ihrer Gestaltung war der Architekt Henry Lutz. Ihr quaderförmiger Kirchturm weist ein charakteristisches stufenförmiges Dach mit einem Kreuz an der Spitze auf.
Die Betonsäulen im Kircheninneren sind in Anlehnung an das Bild Betende Hände von Albrecht Dürer angeordnet. Die heutigen Kirchenfenster mit Darstellungen der zwölf Apostel, Martin Luthers und Johann Sebastian Bachs stammen aus dem Jahr 1965. Der Altarraum wurde 1984/85 umgestaltet. Im Zuge dessen erhielt die Kirche unter anderem einen neuen Altar von Wolfgang Herrmann und eine Eichentür zum Gemeindezentrum. Darauf sind in Aluminiumguss hergestellte Darstellungen der Schöpfung, des Sündenfalls, von Kain und Abel, Weihnachten, der Kreuzigung und des barmherzigen Samariters angebracht, die ebenso wie ein Relief beim Taufbecken von Pfarrer Friedrich Preyer gestaltet wurden. Die drei Glocken der Johanneskirche tragen die Inschriften „Glaube“, „Hoffnung“ und „Liebe“.

## Geschichte
Die in der Kirche beheimatete Pfarrgemeinde Liesing gehört zur Evangelischen Superintendentur A. B. Wien. Sie geht auf eine 1914 gegründete Predigtstation der evangelisch-lutherischen Gemeinde in Mödling zurück, deren Gottesdienste zunächst im Rathaussaal im heutigen Amtshaus Liesing abgehalten wurden. 1920 wurde die Predigtstation zur eigenständigen Pfarrgemeinde umgewandelt.
Die Pfarrgemeinde erwarb 1929 das Grundstück zum Bau der Johanneskirche, deren Grundstein 1930 gelegt wurde. Die Pläne für die Kirche stammten ursprünglich von Stadtbaumeister Fritz Sobotka. Die geplante Architektur erschien dem Oberkirchenrat jedoch als zu konventionell und die Dimensionen der Kirche als zu kostspielig, woraufhin 1933 der evangelische Architekt Henry Lutz die Bauleitung übernahm und die Baupläne grundlegend überarbeitete. Am 8. September 1935 wurde die Johanneskirche eingeweiht. Durch einen Bombenangriff Ende 1944 wurde eine Eisenbahnschiene des nahe gelegenen Bahnhofs Wien Liesing durch das Dach der Kirche geschleudert. 1945 entstanden weitere Bombenschäden. Mit dem Wiederaufbau wurde 1946 wurde begonnen. Die letzten Bombentrichter bei der Kirche wurden 1967 entfernt. 1985 erfolgte der Anbau eines Gemeindezentrums an das Kirchengebäude nach Plänen des Architekten Egon Bruckmann.